# Joe Urla
Joe Urla (Pontiac, 25 dicembre 1958) è un attore statunitense.
Ha vinto un Theatre World Award nel 1986 per la sua interpretazione di Ernesto Pico nell'opera Principia Scriptoriae.

## Filmografia parziale

### Cinema
- Wired, regia di Larry Peerce (1989)
- Guardia del corpo (The Bodyguard), regia di Mick Jackson (1992)
- Rivelazioni (Disclosure), regia di Barry Levinson (1994)
- Strange Days, regia di Kathryn Bigelow (1995)
- Brittle Glory, regia di Stuart Schill (1996)
- In fuga a Las Vegas (Wedding Bell Blues), regia di Dana Lustig (1996)
- Sleepers, regia di Barry Levinson (1996)
- Deep Impact, regia di Mimi Leder (1998)
- Invitation to a Suicide, regia di Loren Marsh (2004)
- Che - L'argentino (Che: Part One), regia di Steven Soderbergh (2008)
- 4 padri single (Four Single Fathers), regia di Paolo Monico (2009)
- Hands of Stone, regia di Jonathan Jakubowicz (2016)
- Matrimonio con l'ex (The Wilde Wedding), regia di Damian Harris (2017)

### Televisione
- Un giustiziere a New York (The Equalizer) – serie TV, episodio 2x10 (1986)
- Miami Vice – serie TV, episodio 3x14 (1987)
- Emergenza nucleare (Disaster at Silo 7), regia di Larry Elkann – film TV (1988)
- The Return Ticket, regia di Oren Jacoby – film TV (1988)
- Baby Boom – serie TV, 1 episodio (1989)
- Matlock – serie TV, episodio 3x06 (1989)
- Against the Law – serie TV, 1 episodio (1990)
- H.E.L.P. – serie TV, 6 episodi (1990)
- Law & Order - I due volti della giustizia (Law & Order) – serie TV, 2 episodi (1992-2023)
- Dave's World – serie TV, 1 episodio (1993)
- Delta – serie TV, 5 episodi (1993)
- Il sospettato (Caught in the Act), regia di Deborah Reinisch – film TV (1993)
- L'asilo maledetto (Indictment: The McMartin Trial), regia di Mick Jackson – film TV (1995)
- Quell'uragano di papà (Home Improvement) – serie TV, episodio 5x03 (1995)
- Seinfeld – serie TV, 2 episodi (1996-1998)
- The Lazarus Man – serie TV, 1 episodio (1996)
- Dark Skies - Oscure presenze (Dark Skies) – serie TV, 2 episodi (1997)
- Working – serie TV, 2 episodi (1997-1998)
- Homicide (Homicide, Life on the Street) – serie TV, episodio 7x04 (1998)
- Spin City – serie TV, episodio 2x20 (1998)
- L'incredibile Michael (Now and Again) – serie TV, 1 episodio (2000)
- Law & Order: Criminal Intent – serie TV, episodio 4x09 (2004)
- Squadra emergenza (Third Watch) – serie TV, episodio 6x10 (2004)
- The Wire – serie TV, 3 episodi (2008)
- Army Wives - Conflitti del cuore (Army Wives) – serie TV, episodio 4x13 (2010)
- The Big C – serie TV, episodio 1x04 (2010)
- Blue Bloods – serie TV, episodi 2x02, 14x18  (2011, 2025)
- Homeland - Caccia alla spia (Homeland) – serie TV, episodio 1x08 (2011)
- Law & Order - Unità vittime speciali (Law & Order: Special Victims Unit) – serie TV, 2 episodi (2011-2014)
- Damages – serie TV, episodio 5x06 (2012)
- The Americans – serie TV, episodio 1x01 (2013)
- Crazy House, regia di Jeff Tomsic – film TV (2014)
- The Good Wife – serie TV, episodio 5x16 (2014)
- Power – serie TV, episodio 2x07 (2015)
- The Blacklist – serie TV, episodio 3x21 (2016)
- American Masters – programma TV, 1 episodio (2018)
- Manifest – serie TV, 2 episodi (2018)
- Chicago Med – serie TV, episodio 4x11 (2019)
- Sender, regia di Anthony Arkin – film TV (2020)
- FBI: Most Wanted – serie TV, episodio 2x14 (2021)
- Harlem – serie TV, 1 episodio (2021)

## Doppiatori italiani
Nelle versioni in italiano delle opere in cui ha recitato, Joe Urla è stato doppiato da:
- Sergio Lucchetti in Law & Order - Unità vittime speciali (ep. 12x14), FBI: Most Wanted
- Francesco Prando in Law & Order - I due volti della giustizia (ep. 2x13)
- Roberto Accornero in Law & Order: Criminal Intent
- Raffaele Palmieri in The Blacklist
- Enrico Di Troia in Blue Bloods (ep. 14x18)